# Estadio Nabi Abi Chedid
El Estadio Nabi Abi Chedid, hasta 2009 llamado Estadio Marcelo Stéfani, es un estadio multiusos ubicado en la ciudad de Bragança Paulista en el Estado de São Paulo, Brasil. Hasta el 6 de enero de 2009 se llamó Marcelo Stéfani (1914-1985), exjugador y expresidente del club cuando se llamaba Clube Atlético Bragantino. Sin embargo, en enero de 2009 la dirección del club decidió cambiar el nombre a Estadio Nabi Abi Chedid, padre del actual presidente del club Marquinho Chedid. La zona deportiva que alberga el estadio luego pasó a llamarse Marcelo Stefani. El cambio del nombre fue reprobado por gran parte de los aficionados del club.
El estadio fue construido en 1949 pero fue recién inaugurado en 1965, y posee una capacidad para aproximadamente 17.000 personas. En este escenario juega como local el equipo Red Bull Bragantino. Luego que la multinacional de bebidas energizantes Red Bull comprara en marzo de 2019 al Bragantino y su estadio, se espera rebautizarlo como Estadio Nabi Abi Chedid Red Bull Arena, tal cual como se llaman los escenarios de los demás equipos propiedad de Red Bull en el mundo (Red Bull Salzburgo de Austria, New York Red Bulls de Estados Unidos y RB Leipzig de Alemania).
También se proyecta una importante reforma y modernización del estadio, ampliando además su capacidad a 20.000 espectadores. Para este fin, Red Bull ya adelantó una inversión de 500.000 euros en reformas al escenario, incluyendo una pantalla gigante, pintura, arreglo de los camerinos para los equipos, siembra de nuevo pasto en la cancha y construcción de baños y restaurantes en sus alrededores, con el fin de adaptar el estadio para que el Red Bull Bragantino dispute partidos de torneos internacionales para el 2021.

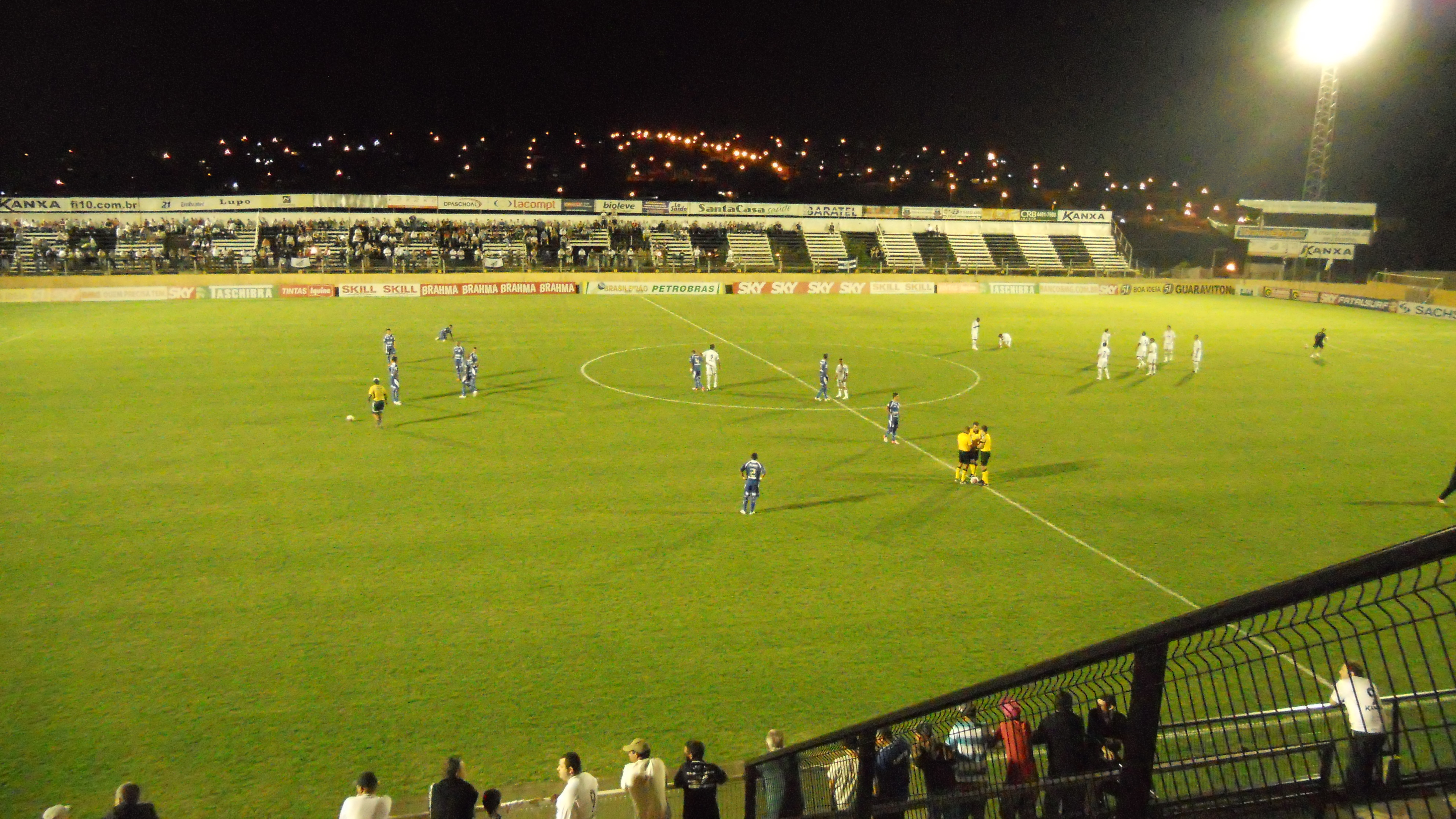